# Acklington (estação ferroviária)
Acklington é uma estação ferroviária na East Coast Main Line, e que serve à vila de Acklington, Northumberland, Inglaterra. É propriedade da Network Rail e gerida pela Northern Trains.
Atualmente, os únicos trens que fazem escala em Acklington são um para o norte e dois para o sul, operados de segunda a sábado apenas pela Northern, que também administra a estação, que é a menos usada do Condado de Northumberland.

## História
Inaugurada em 1847 pela York, Newcastle and Berwick Railway, juntando-se à North Eastern Railway. Tornou-se parte da London and North Eastern Railway durante o agrupamento de 1923, provocado pelo Railways Act 1921. A linha, então passou para a Eastern Region of British Railways após a nacionalização, em 1948.
A estação tem um edifício principal substancial no lado norte, que é listado como Grau II pelo Patrimônio Histórico Inglês, e agora serve como residência privada. Também tinha um pátio de mercadorias e uma caixa de sinalização. A estação evitou o Beeching Axe, o famoso plano para aumentar a eficiência do sistema ferroviário nacionalizado na Grã-Bretanha no final dos anos 1960 e, até o final da década de 1980, tinha trens para as estações de Berwick e Edimburgo Waverley (embora apenas 3 ou 4 por dia em cada sentido, no total). A eletrificação da East Coast Main Line e a escassez de material rodante levaram à redução do cronograma para o nível residual atual, em 1991.

## Facilidades
A estação não tem funcionários (portanto, os bilhetes devem ser comprados com antecedência ou no trem) e tem apenas comodidades básicas - um abrigo de pedra de tamanho considerável e telefone público na plataforma para o sul, além de um suporte para bicicletas na plataforma para o norte.

## Serviços
As três partidas de cada dia da semana acontecem às 18:33 em direção ao norte, para Alnmouth e Chathill, e para o sul às 07:39 e 19:35, para Newcastle. O horário dos sábados tem a mesma frequência, mas os trens para o sul partem às 07:39 e 19:50, enquanto o serviço para o norte às 18:40. Ambos os trens para o sul se estendem além de Newcastle para a Tyne Valley Line, sendo o da manhã para Prudhoe e o da noite para Carlisle.